# 敲击金属
敲擊金屬（直译：「鞭笞 / 鞭打金属」），或稱激流金屬，台灣稱為鞭笞金屬或鞭擊金屬，屬於重金屬音樂的分支之一。最原始可以追溯到1970年代末80年代初。
該流派在20世纪80年代初期，由快速鼓節拍和硬核態度與雙重低音鼓聲，加上吉他風格複雜且重磅的新英國重金屬（NWOBHM）相结合而来。 它同時以一種侵略性較低的方式出現，部分是對應更傳統與大眾的華麗金属，注入流行音樂的重金屬子類型。 敲擊金属是後續極端流派的靈感，如死亡金屬和黑金屬。

## 鞭笞金屬之發展
当相当数量的英国重金属新浪潮（New Wave Of British Heavy Metal）乐队开始将硬核（Hardcore）和龐克（Punk）等元素融入当中，这就产生了一种新的金属乐风格－敲击金属。连带的也产生了一种速度极快的金属风格，力量稍微比鞭击金属轻的风格——速度金属（Speed Metal）。美國受敲击金属的影響甚深，故後來發展成為本土的力量金屬，而代表者有冰凍大地和永不超生。

## 歷史上出名的代表樂團
美國80年代時期的的"Thrash Metal Big Four"鞭笞金屬四巨头：Metallica（金屬製品）、Megadeth（麥加帝斯）、Slayer（超級殺手）、Anthrax（炭疽熱）。四巨頭之外的著名樂團還有Exodus（出埃及）、Testament（聖約樂團）。
德国的三驾马车：造物主、索多瑪、毀滅
巴西的神碑合唱團